# Sorority House Massacre II
Sorority House Massacre II  è un film statunitense del 1990 diretto da Jim Wynorski. È il seguito di Una lama nella notte (Sorority House Massacre) del 1986.

## Produzione
Il film fu prodotto dalla Concorde Pictures, diretto da Jim Wynorski  (accreditato come Arch Stanton) e girato a Los Angeles, in California.
Il titolo di lavorazione fu Jim Wynorski's House of Babes (titolo del soggetto originale). Titoli alternativi sono Night Frenzy e Nighty Nightmare. Il film fu prodotto da Julie Corman, moglie di Roger Corman. Quest'ultimo è accreditato come produttore esecutivo. Wynorski fu anche autore della sceneggiatura originale poi scritta da Mark Thomas McGee, J.B. Rogers e Bob Sheridan.

## Distribuzione
Il film fu distribuito dalla New Horizons di Roger Corman.

## Promozione
La tagline è: "It's Cleavage vs. Cleavers and the result is Delta Delta Deadly!".

## Sequel
Nello stesso anno fu distribuito Hard to Die che può essere considerato un sequel tanto che condivide con Sorority House Massacre II diverse attrici del cast. Inoltre, un titolo alternativo di Hard to Die è Sorority House Massacre 3 che lascia intendere la consequenzialità rispetto al secondo episodio della saga.